# Эпано-Архане
Эпа́но-Арха́не (греч. Επάνω Αρχάναι) — малый город в Греции на севере центральной части острова Крит, в 9 километрах к югу от руин Кносса. Исторический центр общины Архане-Астерусия в периферийной единице Ираклион в периферии Крит. Население 3969 жителей по переписи 2011 года.
Здесь расположен важный археологический памятник — руины времён минойской цивилизации, однако возможности раскопок на нём ограничены из-за окружающих его современных зданий.

## Некрополь Фурни

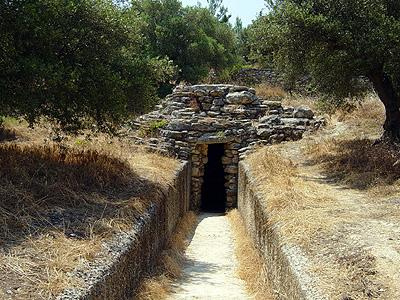
Некрополь Фурни

Рядом с археологическим памятником Эпано-Архане находится минойский некрополь Фурни (греч. Φουρνί), или Фурни-Архане, содержащий «все виды минойских погребений: в саркофагах, толосы (E, B и G), склепах (здания 3, 5, 6, 8 и 18), а также уникальный гибрид, здание 19, с прямоугольным периметром и апсидной внутренней частью».

## Письменность
Древнейшие надписи Крита известны как «арханеское письмо» — это наиболее ранняя форма критских иероглифов, относящаяся к финальному додворцовому периоду. По-видимому, использовалась не для административных, а каких-то иных (культовых?) целей. Эта письменность встречается исключительно на печатях периодов EM III-MM IA.

## Общинное сообщество Архане
В общинное сообщество Архане входят 3 населённых пункта. Население 3996 жителей по переписи 2011 года. Площадь 22,417 квадратных километров.
| Наименование | Население (2011), человек |
| ------------ | ------------------------- |
| Ватипетро    | 13                        |
| Карнари      | 14                        |
| Эпано-Архане | 3969                      |

## Население
| Год  | Население, человек |
| ---- | ------------------ |
| 1991 | 3828               |
| 2001 | 3824               |
| 2011 | ↗ 3969             |